# 여수 대탈옥
"여수 대탈옥"은 1976년에 개봉한 대한민국의 영화이다.

## 캐스팅
- 윤미라
- 이대근
- 남성훈